# Бесьер
Бесье́р (фр. Bessières, окс. Becièras) — коммуна во Франции, находится в регионе Юг — Пиренеи. Департамент — Верхняя Гаронна. Входит в состав кантона Монтастрюк-ла-Консейер. Округ коммуны — Тулуза.
Код INSEE коммуны — 31066.

## География
Коммуна расположена приблизительно в 570 км к югу от Парижа, в 26 км к северо-востоку от Тулузы.
По территории коммуны протекает река Тарн.

## Климат
Климат умеренно-океанический. Зима мягкая и снежная, весна характеризуется сильными дождями и грозами, лето сухое и жаркое, осень солнечная. Преобладают сильные юго-восточные и северо-западные ветры.

## Население
Население коммуны на 2010 год составляло 3253 человека.
| 1962 | 1968 | 1975 | 1982 | 1990 | 1999 | 2010 |
| ---- | ---- | ---- | ---- | ---- | ---- | ---- |
| 1220 | 1456 | 1595 | 1841 | 2009 | 2224 | 3253 |

## Администрация
| Период | Период | Фамилия             | Партия                             | Примечания                         |
| ------ | ------ | ------------------- | ---------------------------------- | ---------------------------------- |
| 1949   | 1973   | Морис Буржес-Монури | Радикальная партия                 | премьер-министр Франции (1957 год) |
|        |        |                     |                                    |                                    |
| 1977   | 2001   | Жан-Поль Сегела     | Объединение в поддержку республики | член генерального совета           |
| 2001   | 2020   | Жан-Люк Рессегье    | Социалистическая партия            |                                    |

## Экономика
В 2010 году среди 1931 человека трудоспособного возраста (15—64 лет) 1510 были экономически активными, 421 — неактивными (показатель активности — 78,2 %, в 1999 году было 72,7 %). Из 1510 активных жителей работали 1386 человек (724 мужчины и 662 женщины), безработных было 124 (63 мужчины и 61 женщина). Среди 421 неактивных 122 человека были учениками или студентами, 156 — пенсионерами, 143 были неактивными по другим причинам.

## Достопримечательности
- Церковь Св. Иоанна Крестителя

## Фотогалерея
- Бесьер
- Мэрия
- Церковь Св. Иоанна Крестителя
- Церковь Св. Иоанна Крестителя
- Крытый рынок
- Коллеж Адриен-Боллан
- Мост через реку Тарн